# بولين دي فون
بولين دي فون (بالإنجليزية: Pauline Dy Phon)‏ (1933 - 21 مايو 2010 ) عالمة نبات، وعالمة تصنيف، وكاتبة علم من كمبوديا.

## حياتها العلمية
قدمت للدراسة في فرنسا، حيث حصلت على إجازتها عام 1959 في كلية العلوم في باريس. أصبحت مُعلمة وباحثة في الجامعة الملكية في بنوم بنه، رغم أنها اضطرت في عام 1975 إلى التوقف عن العمل عقب وصول حزب الخمير الحمر إلى السلطة في كمبوديا. وفي عام 1980، تمكنت من الفرار إلى فرنسا والعمل في المُختبر النباتي للمتحف الوطني للتاريخ الطبيعي. وفي نفس المُؤسسة، ساهمت بشكل كبير في تحديد وتصنيف النباتات في كمبوديا والهند الصينية، والتي لا تزال غير معروفة نسبيًا. وفي عام 1980، منحتها أكاديمية العلوم جائزة بريكس دي كوينزي. وقامت بنشر دليل مكون من 915 صفحة من قاموس النباتات المُستخدمة في كمبوديا في عام 2000.